# Sympycnus argyropus
Sympycnus argyropus är en tvåvingeart som beskrevs av Octave Parent 1932. Sympycnus argyropus ingår i släktet Sympycnus och familjen styltflugor. Inga underarter finns listade i Catalogue of Life.